# Савенко Іван Григорович
Іва́н Григо́рович Саве́нко (17 січня 1924, Варварівка, Долинський район, Криворізька округа, Катеринославська губернія, Українська СРР, СРСР, нині Кропивницького району, Кіровоградської області, Україна — 17 грудня 1987, Ленінград, СРСР) — український совєцький живописець, Заслужений художник РФ, член Ленінградської організації Спілки художників СССР.

## Життєпис
Іван Григорович Савенко народився 17 січня 1924 року в селі Варварівка в Україні в заможній родині хліборобів з козацьким корінням. Під час колективізації та розкуркулення разом з батьками був висланий до Сибіру. У 1930-х роках навчався в середній школі селища Верхня Губаха на Уралі. По закінченню школи навчався в Кизеловському гірничому технікумі, одночасно відвідував образотворчу студію. Важливу роль в житті Савенка, як митця, було його знайомство з мистецтвознавцем Миколою Серебренніковим, засновником Пермської картинної галереї.
Після початку німецько-совєцької війни був мобілізований до лав Красної армії і від 1942 року навчався в танковому училищі. По закінченню училища у 1943 році направлений до 19-го танкового Перекопского Червонопрапорного танкового корпусу, у складі якого воював на Центральному, 3-му та 4-му Українських фронтах. 26 жовтня 1943 року під Каховкою був важко поранений. Демобілізований через поранення. Нагороджений орденом Слави III ступеня, медаллю «За перемогу над Німеччиною».
У 1944 році Савенко вступає в Саратівське художнє училище, а восени його приймають до Київського художнього інституту, який він закінчив з відзнакою у 1950 році (майстерня Григорія Светлицького. У 1950—1954 роках навчався на аспірантурі Ленінградського інституту живопису, скульптури і архітектури імені І. Є. Репіна у Олександра Герасимова. Кандидат мистецтвознавства (1954). У 1952 році прийнятий до Ленінградської організації Спілки художників СССР. 1954 року одружився з художницею Іриною Масленніковою. У 1954—1957 роках працював у творчій майстерні Академії мистецтв під керівництвом Олександра Герасимова.
Учасник виставок з 1950 року. Писав пейзажі, портрети, жанрові і тематичні композиції. Здійснив творчі подорожі на Середній Урал, по річкам Камі, Чусовій, в Східний Сибір, в Україну. Працював на творчій базі ленінградських художників у Старій Ладозі. В 1975 році отримав звання Заслуженого художника РРФСР. У 1957—1987 роках обирався делегатом з'їздів художників СССР. Персональні виставки в Москві (1973 рік в історії образотворчого мистецтва СССР, 1990 рік в історії образотворчого мистецтва СССР). Автор картин «Дніпро увечері», «Стиглий хліб», «Жито» (все 1950), «Доярки», «Ленинград — стройкам коммунизма», «Весна в Ленінграді» (всі 1951), «Жито зелене» (1953), «Зимою» (1955), «Криголам на Неві», «Травень — перша зелень» (обе 1956), «Чусова. Осінній день» (1957), «Сплав лісі на Чусовій» (1958), «Осінь на Уралі», «Зима на річці Мсті» (обе 1959), «Вересень на Уралі» (1960), «Геологи на Уралі», «Покорення річки», «Тайга відступає» (все 1961), «Простори Півночі», «Весна в Саблині», «Лютневий день», «Блакитний березень» (все 1962), «Весняний розлив», «Верхня Губаха. Урал», «Зима в РТС» (все 1963), «На фермі», «Ленінград. Свіжий вітер» (обе 1964), «Урал. Срібний день», «Камські простори», «Кама восени» (все 1967), «Полудень» (1973), «Пора колосіння», «Ранок геологів» (1969), «Ранок в тайзі» (1974), «Волошки», «Кремінний камінь», «Августовское солнце» (все 1975), «БАМ. Першопроходці», «Земля Прибайкальська» (обе 1977), «Блакитне Забайкалля», «Руське поле», «Магістраль» (всі 1980), «Сибірячка Діна Устюгова» (1983) та інших.
Іван Григорович Савенко помер 17 грудня 1987 року у Ленінграді на шістдесят четвертому році життя. 
Його твори перебувають в колекціях Державного Російського музею, Третьяковської галереї, в інших музеях та приватних зібраннях в Росії, Японії, Франції, США, Великій Британії та інших країнах. У 2017 році племінник художника передав в фонди Кіровоградського художнього музею картину І. Г. Савенка «Хліроб Євдокія Пазенко», музею історії Долинського району два етюди авторства майстра.